# آيت اسعيد أوحسين (آيت حاتم الجنوبية)
آيت اسعيد أوحسين هو دُوَّار يقع بجماعة بوقشمير، إقليم الخميسات، جهة الرباط سلا القنيطرة في المملكة المغربية. ينتمي الدوّار لمشيخة آيت حاتم الجنوبية التي تضم 3 دواوير. يقدر عدد سكانه بـ 1177 نسمة حسب الإحصاء الرسمي للسكان والسكنى لسنة 2004.

## وصلات خارجية
- البوابة الوطنية للجماعات الترابية
- المندوبية السامية للتخطيط